# 湖南旋齿鲨属
湖南旋齿鲨属（学名：Hunanohelicoprion）是旋齿鲨科的一属。

## 下属物种
本属包括以下物种：
- 仙洞旋齿鲨 Hunanohelicoprion xiandongensis Liu, 1994，发现于湖南涟源仙洞下二叠统栖霞组顶部